# Tereré

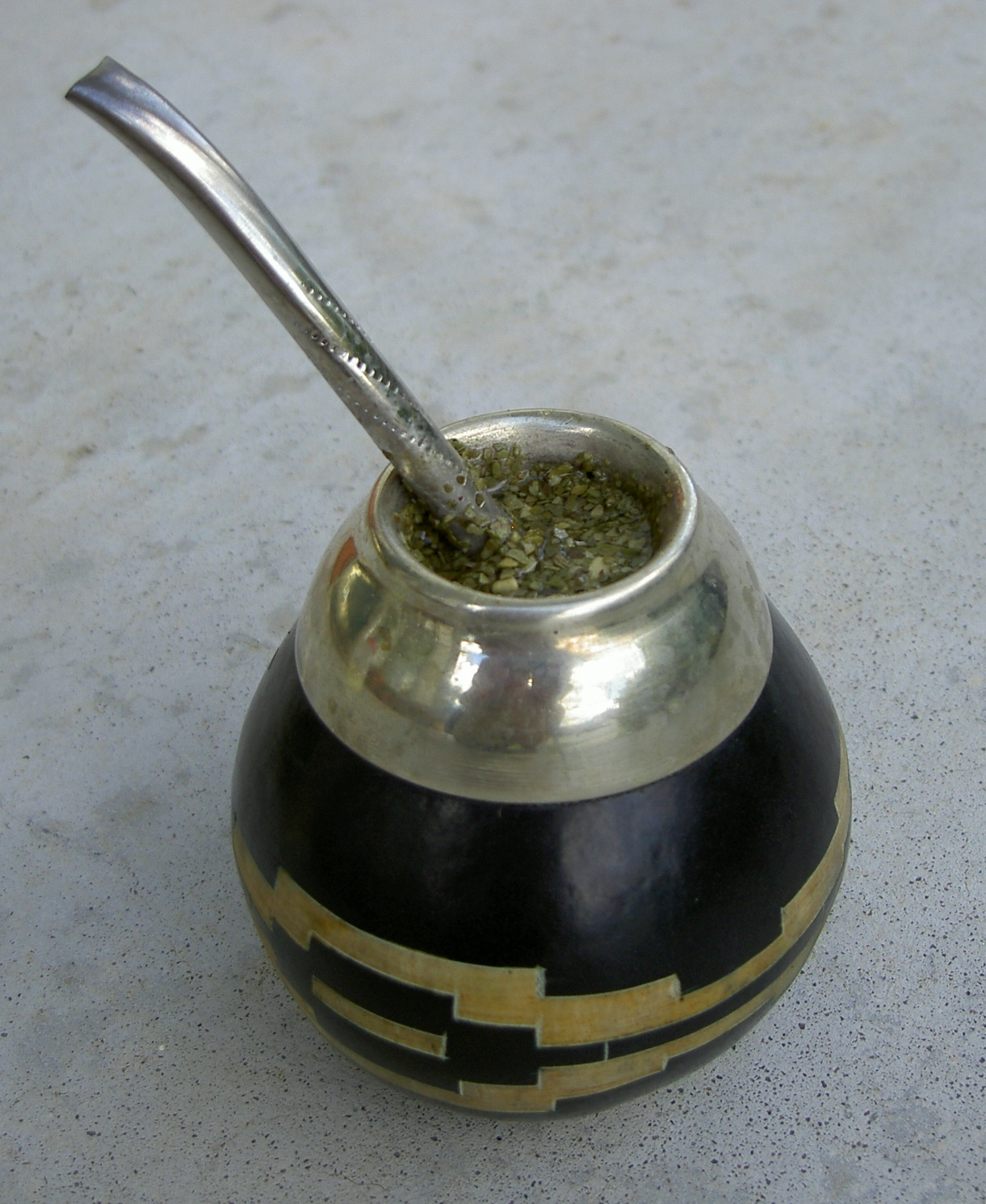
Matero - naczynie z tykwy do podawania tereré

Tereré − popularny w Ameryce Południowej napój, który przyrządza się na zimno z liści ostrokrzewu paragwajskiego (yerba mate, herba mate, mate, caa mate, caa mati, Ilex paraguariensis). 
Tereré spożywa się w północno-wschodniej Argentynie i południowej Brazylii, a także w Paragwaju, gdzie kultura jego picia jest szczególnie rozwinięta.
Wysuszone i zmielone liście mate wsypuje się do specjalnego naczynia w ilości trochę większej niż ta, która potrzebna jest do przyrządzenia Chimarrão (gorącego wywaru z liści mate), zalewa się zimną wodą z kostkami lodu lub sokiem. Tereré znakomicie gasi pragnienie i jest źródłem wielu witamin i minerałów. Może być spożywany zarówno bez dodatków, jak i z ziołami, czy świeżo wyciśniętym sokiem z cytrusów. 
Tradycyjnym naczyniem do przygotowywania tego napoju jest guampa.